# Copelatus aethiopicus
Copelatus aethiopicus es una especie de escarabajo buceador del género Copelatus, de la subfamilia Copelatinae, en la familia Dytiscidae. Fue descrito por Régimbart en 1906.